# 4 × 100 meter stafett för damer i friidrott vid olympiska sommarspelen 1976
4 × 100 meter stafett för damer vid olympiska sommarspelen 1976 i Montréal avgjordes 30-31 juli. 

## Medaljörer
| Gren          | Guld                                                                             | Guld       | Silver                                                                              | Silver | Brons                                                                                             | Brons |
| 4 x 100 meter | Östtyskland · Marlies Oelsner · Renate Stecher · Carla Bodendorf · Bärbel Eckert | 42,55 (OR) | Västtyskland · Elvira Possekel · Inge Helten · Annegret Richter · Annegret Kroniger | 42,59  | Sovjetunionen · Tatiana Prorotjenko · Ljudmila Maslakova · Nadezjda Besfamilnaja · Vera Anisimova | 43,09 |

## Resultat
- Q innebär avancemang utifrån placering i heatet.
- q innebär avancemang utifrån total placering.
- DNS innebär att personen inte startade.
- DNF innebär att personen inte fullföljde.
- DQ innebär diskvalificering.
- NR innebär nationellt rekord.
- OR innebär olympiskt rekord.
- WR innebär världsrekord.
- WJR innebär världsrekord för juniorer
- AR innebär världsdelsrekord (area record)
- PB innebär personligt rekord.
- SB innebär säsongsbästa.

### Final
- Hölls den 31 juli 1976

| Placering | Nation         | Löpare                                                                              | Td         |
| --------- | -------------- | ----------------------------------------------------------------------------------- | ---------- |
|           | Östtyskland    | • Marlies Oelsner • Renate Stecher • Carla Bodendorf • Bärbel Eckert                | 42,55 (OR) |
|           | Västtyskland   | • Elvira Possekel • Inge Helten • Annegret Richter • Annegret Kroniger              | 42,59      |
|           | Sovjetunionen  | • Tatjana Prorotjenko • Ljudmila Maslakova • Nadezjda Besfamilnaja • Vera Anisimova | 43,09      |
| 4.        | Kanada         | • Margaret Howe • Patty Loverock • Joanne McTaggart • Marjorie Bailey               | 43,17      |
| 5.        | Australien     | • Barbara Wilson • Deborah Wells • Denise Robertson • Raelene Boyle                 | 43,18      |
| 6.        | Jamaica        | • Leleith Hodges • Rose Allwood • Carol Cummings • Jacquel Pusey                    | 43,24      |
| 7.        | USA            | • Martha Watson • Evelyn Ashford • Debra Armstrong • Chandra Cheeseborough          | 43,35      |
| 8.        | Storbritannien | • Wendy Clarke • Denise Ramsden • Sharon Colyear • Andrea Lynch                     | 43,79      |

### Heat
- Hölls den 30 juli 1976

#### Heat 1
| Placering | Nation         | Löpare                                                                              | Tid   |
| --------- | -------------- | ----------------------------------------------------------------------------------- | ----- |
| 1.        | Västtyskland   | • Elvira Possekel • Inge Helten • Annegret Richter • Annegret Kroniger              | 43,00 |
| 2.        | Sovjetunionen  | • Tatjana Prorotjenko • Ljudmila Maslakova • Nadezjda Besfamilnaja • Vera Anisimova | 43,46 |
| 3.        | Storbritannien | • Wendy Clarke • Denise Ramsden • Sharon Colyear • Andrea Lynch                     | 43,53 |
| 4.        | Australien     | • Barbara Wilson • Deborah Wells • Denise Robertson • Raelene Boyle                 | 43,88 |
| 5.        | Frankrike      | • Chantal Corbrejaud • Catherine Delachanal • Chantal Rega • Sylvie Telliez         | 44,29 |

#### Heat 2
| Placering | Nation      | Löpare                                                                     | Tid   |
| --------- | ----------- | -------------------------------------------------------------------------- | ----- |
| 1.        | Östtyskland | • Marlies Oelsner • Renate Stecher • Carla Bodendorf • Bärbel Eckert       | 43,00 |
| 2.        | USA         | • Martha Watson • Evelyn Ashford • Debra Armstrong • Chandra Cheeseborough | 43,46 |
| 3.        | Kanada      | • Margaret Howe • Patty Loverock • Joanne McTaggart • Marjorie Bailey      | 43,53 |
| 4.        | Jamaica     | • Rose Allwood • Jacquel Pusey • Carol Cummings • Leleith Hodges           | 43,88 |
| 5.        | Kuba        | • Isabel Taylor • Carmen Valdés • Fulgencia Romay • Silvia Chivás          | 44,29 |